# Sparks (band)

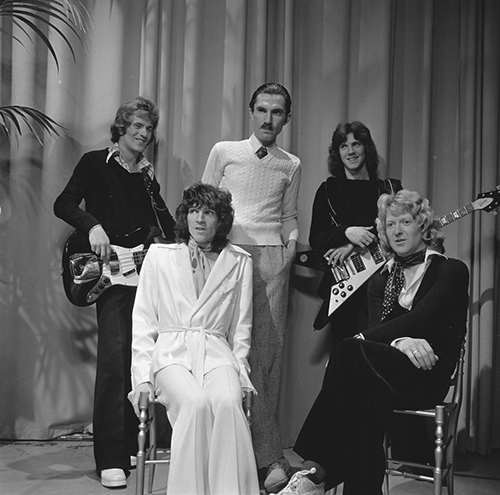
Sparks bij Toppop, 1974

Sparks is een Amerikaanse band waaronder de gebroeders Ron (1945, Culver City) en Russell Mael, (1948, Santa Monica) sinds 1967 verschillende stijlen muziek uitbrengen.

## Geschiedenis

### De beginjaren
Sparks was in 1971 het debuutalbum van de band. Het album werd voor het eerst uitgebracht als Halfnelson, tevens de oorspronkelijke naam van de band, en een jaar later opnieuw uitgebracht onder de nieuwe naam van de groep.
Hun allereerste opname samen is een wat surreëel klinkend nummer genaamd "Computer Girl" dat op 14 januari 1967 werd opgenomen in de Fidelity Recording Studios in Hollywood en dat nooit officieel wordt uitgebracht, maar in een Japanse semi-biografie uit 2006 wordt bijgeleverd op cd. In die tijd heette de band The Urban Renewal Project en bestond deze behalve uit de beide broers, uit het echtpaar Fred en Ronna Frank, Raymond Clayton op drums en Harold Zellman. Fred was de beste vriend van Ron Mael in die tijd. Drie andere nummers die op dezelfde dag werden opgenomen, maar nooit uitgebracht waren "The Windmill", "A Quick Thought" en "As You Like It". De vier nummers werden als twee acetaten meegegeven aan de band. Van deze vier nummers is "Computer Girl" het minst orthodox, de andere drie liedjes zijn sterk beïnvloed door de tijdgeest. Ron Mael speelde indertijd lead guitar, Russell was de zanger en speelde ook tambourijn en harmonica. Op "A Quick Thought" speelt hij ook panfluit.
Beide broers studeren in de tijd nog aan de UCLA in Los Angeles en voordat men zich volledig op de muziek richt is Ron Mael ook actief als fotograaf. Pas in 1966 besluit hij zich permanent te voegen bij de band Urban Renewal Project van broer Russell. Een eerdere carnatie is Moonbaker Abbey.
Ron Mael (toen nog Ronnie) is keyboardspeler en de belangrijkste componist van de groep; hij valt op door zijn met Adolf Hitler en Charlie Chaplin gelijkenis vertonende zogeheten tandenborstel-snorretje en zijn psychopathie suggererende mimiek en imago. Zelf verwerpt hij iedere vergelijking met Hitler. Russell is de zanger en valt op door zijn hoge kopstem (falsetto), die in het grootste succesnummer "This Town Ain't Big Enough For Both of Us" moeiteloos naar een hoge d glijdt; beiden leveren in de tijd nog nummers aan, maar die rol zal snel worden overgenomen door Ron. Om belastingtechnische redenen zal in een later stadium ieder nummer worden toegeschreven aan Ron en Russell Mael, maar is de ware componist vrijwel altijd Ron Mael.
Na het uiteenvallen van Urban Renewal Project, plaatsen de Maels een oproep voor een gitarist op het prikbord van hun universiteit (UCLA) en ene Earle Mankey reageert. Mankey is weliswaar geen fantastische muzikant, maar blijkt een waar talent te zijn in opnametechnieken en men begint met het schrijven en opnemen van avant-gardeachtige nummers. Een demo-album wordt opgenomen in 1969, met de hulp van Surly Ralph Oswald op bas en John Mendelssohn op drums. Door de regelmatige afwezigheid van Oswald speelt Russell Mael op de meeste van de 12 nummers de basgitaar. Bij gebrek aan een fatsoenlijk drumstel wordt gebruikgemaakt van kartonnen dozen en Earle Mankey kan zich uitleven in allerlei merkwaardige opnametechnieken die het album een bijzonder interessant en opvallend geluid meegeven.
De opname wordt gefinancierd door manager Michael Berns en men perst enkele exemplaren op vinyl en in een door Ron Mael ontworpen hoes wordt het album naar alle hen bekende Amerikaanse platenmaatschappijen gestuurd met een bijgesloten contract en het verzoek om op de stippellijn te tekenen. Er volgt geen enkele positieve reactie en Oswald en Mendelssohn worden bedankt voor hun diensten. Zij zullen later de band Christopher Milk formeren en laatstgenoemde zal ook nog een ep uitbrengen onder de naam John Mendelsohn's The Pitt. Hij is nog steeds actief als muzikant en woont in Engeland.
Ondertussen leert Russell een van de leden van de GTO's kennen: Miss Christine. Zij raken bevriend en zij is erg onder de indruk van het nummer "Roger" op het demo-album. Ze raadt Russell aan een exemplaar van het album naar haar vriend Todd Rundgren te sturen en hij besluit, samen mijn zijn vriend Thaddeus James Lowe naar Los Angeles te vliegen om Halfnelson te ontmoeten. Na deze ontmoeting, besluit hij hun eerste album te produceren, dat kortweg "Halfnelson" wordt gedoopt. Door zijn contacten met Bearsville Records weet hij een platencontract voor het excentrieke trio voor elkaar te krijgen. De broer van Earle, Jim Mankey wordt aangetrokken op bas en als drummer vindt men Harley Feinstein, die ook aan de UCLA studeert. Halfnelson verschijnt in januari 1971 en verkoopt slechts enkele honderden exemplaren.
Door het gebrek aan succes stelt Albert Grossman, de baas van Bearsville, in 1972 voor om de bandnaam om te dopen in Sparks Brothers, een verwijzing naar de Marx Brothers, waar zij hem aan doen denken. De band weigert, maar accepteert uiteindelijk de naam Sparks en het debuutalbum wordt onder die naam opnieuw uitgebracht, vergezeld door de single "Wonder Girl". Het album verkoopt wederom nauwelijks, maar de single belandt in de staart van de Billboard Top 100 en is in sommige staten zelfs een lokale hit, mede door hun televisie-optreden in Dick Clark's American Bandstand.
Na het opnemen van hun tweede elpee voor Bearsville, "A Woofer In Tweeter's Clothing" wordt Sparks eind 1972 uitgenodigd om een korte tournee door Europa te verzorgen, waar men speelt in Zwitserland, het VK en in het Scheveningse Tiffany, waar door het ontbreken van een voorprogramma de set tweemaal wordt gespeeld, maar in een andere volgorde. De verslaggever van Muziekkrant Oor betuigt lof aan de loepzuivere zangstem van Russell en noteert hoe de band geweigerd wordt in restaurants vanwege hun lange haardracht. Voor deze gelegenheid wordt de Amerikaanse single "Wonder Girl" ook in Nederland uitgebracht, maar bereikt niet de hitlijsten.
Een opvallend televisieoptreden in november 1972 in The Old Grey Whistle Test in het VK en een aantal optredens in de Marquee Club in London, waar een nog onbekende Queen het voorprogramma verzorgt resulteert in een interesse van Island Records. Als blijkt dat bij terugkeer in de VS hun tweede album ook nauwelijks is aangeslagen nemen de Maels een uitnodiging van Island Records aan om een nieuwe band in het VK op te zetten. Zonder hun overige bandleden vertrekken de Maels naar London en plaatsen advertenties in de Melody Maker om een nieuwe band te formeren. Earle Mankey wordt technicus in de Beach Boys studio's, Jim Mankey wordt gitarist bij Concrete Blonde en Harley Feinstein studeert af en wordt advocaat. In 1976 zal Earle Mankey nog eenmaal samenwerken met de Maels als hij het nummer "England" voor hen produceert, een achterkantje van de single "I Want To Hold Your Hand", een Beatles-cover die vrijwel onmiddellijk na de release wordt teruggetrokken.
Nadat ze waren doorgebroken hielpen ze het gerucht de wereld in dat ze de zonen van Doris Day zouden zijn. Een bekende uitspraak van Russell is dan ook: "We are notorious liars".

### Europees succes
In 1972 raakte de band tevens bekend in Nederland, met een optreden in club Tiffany's te Scheveningen voorafgaand aan een tournee door het Verenigd Koninkrijk. Het album Halfnelson werd als veelbelovend ontvangen. 
Na verscheidene audities in Londen worden Adrian Fisher (gitaar), Martin Gordon (basgitaar) en Norman "Dinky" Diamond (drums) aangenomen en beginnen de Maels aan het componeren en repeteren van hun nieuwe repertoire. Muff Winwood (de broer van Steve) wordt als producer aangesteld. Oorspronkelijk zou het nummer "Barbecutie" als eerste single worden uitgebracht, maar Ron Mael komt op het laatste moment met de klassieker "This Town Ain't Big Enough For Both Of Us", dat in mei 1974, door een optreden in Top of the Pops voor een sensatie zorgt. Ron heeft inmiddels zijn wilde krullen afgeschoren en heeft zijn haar strak naar achteren gekamd. In combinatie met zijn controversiële snor en zijn opvallende stoïcijnse mimiek naast de dandy-achtige Russell wordt Sparks het gesprek van de dag. John Lennon, die de uitzending eveneens bekijkt roept verbaasd uit; "Christ, they've got Marc Bolan and Hitler on the telly!". Uiteindelijk zal het nummer de tweede plaats bereiken in de Engelse top 40 en maandenlang overheerst Sparks de Europese pers en worden er Beatles-achtige taferelen waargenomen tijdens hun optredens, die in juni 1974 in het VK aanvangen. Om hun geluid live wat te kunnen versterken wordt de hulp ingeroepen van "Sir" Peter Oxendale, maar die wordt uiteindelijk niet gebruikt tijdens hun tour. Hun debuutalbum voor Island Records, "Kimono My House" verschijnt in mei en zal uiteindelijk de vierde plaats bereiken.
Een van de personen die geraakt blijkt door Sparks is een nog jonge Morrissey, die in juni een ingezonden brief naar de Melody Maker stuurt;
"Today I bought the album of the year. I feel I can say this without expecting several letters saying I'm talking rubbish. The album is "Kimono My House" by Sparks. I bought it on the strength of the single. Every track is brilliant - although I must name "Equator", "Complaints", "Amateur Hour" and "Here In Heaven" as the best tracks, and in that order."
Steve Morrissey, 384 Kings Road, Stretford, Manchester.
Dertig jaar later zou dezelfde Morrissey als organisator van de 2004 versie van het Meltdown Festival Sparks uitnodigen onder de voorwaarde dat ze het hele album uit 1974 live spelen. Sparks weigeren in eerste instantie omdat ze beweren nooit terug te kijken en geven zelf de voorkeur aan hun nieuwste album. Een compromis wordt gesloten door hen beide albums te laten spelen.
In mei 1974 raakt de band tevens bekend in Nederland middels een optreden met hun hit "This Town Ain't Big Enough For Both Of Us" in het tv-programma Toppop.
Een tweede single "Amateur Hour" van hun Island-debuut wordt enkele maanden later uitgebracht en wordt eveneens een hit, zij het dat het minder impact heeft dan hun eerste Island-single. Het bevat de typisch geestige rijmregel "It's a lot like playing the violin/You cannot start out and be Yehudi Menuhin", over een stuntelende beginner in de liefde. Bearsville Records, de Amerikaanse platenmaatschappij die hun eerste twee albums verzorgde, probeert een graantje mee te pikken van het plotselinge succes van de Maels en brengt via een rush-release het nummer "Girl From Germany" uit in het VK, Duitsland en Frankrijk, maar dit blijft vrijwel onopgemerkt. Ook worden de beide eerste elpees als dubbelelpee opnieuw door Bearsville in het VK uitgebracht onder de titel "Two Originals of Sparks".
Onder druk van de fans en de pers wordt eind 1974 een tweede album voor Island uitgebracht, Propaganda genaamd. Ook deze verkoopt goed, mede door de van het album getrokken singles "Something For The Girl With Everything" en "Never Turn Your Back On Mother Earth", dat een opvallend rustig en ingetogen nummer is in vergelijking met hun vorige singles.
In november wordt wederom door Groot-Brittannië getoerd en wordt ook het vasteland aangedaan. In Nederland spelen ze in december 1974 in een uitverkocht Concertgebouw in Amsterdam.
Inmiddels zijn Martin Gordon en Adrian Fisher vervangen door respectievelijk Ian Hampton en Trevor White. Beide muzikanten komen van de band The Jook en hebben, net als Sparks John Hewlett als manager. John Hewlett was de oorspronkelijke bassist van John's Children, een Engelse band uit de jaren 60 waar ook Marc Bolan nog een paar maanden deel van uitmaakte.
Adrian Fisher is later terug te vinden in de band Boxer, maar zal nooit van het grote succes proeven. In 2001 overlijdt hij in Thailand waar hij nog steeds actief was als muzikant in lokale zaaltjes.
Martin Gordon richt in 1975 de band Jet op die één album uitbrengt (in 2000 heruitgebracht op cd door het Nederlandse Fan Mael Records). In 1976 heeft hij wat lokaal succes in Engeland met de band Radio Stars. Hij was anno 2008 actief als solo-artiest. Ook was hij actief betrokken bij de hernieuwde versie van Johns Children.

### Verandering van smaak
In 1975 brengt Sparks het derde album voor Island uit; het experimentele "Indiscreet", dat geproduceerd wordt door Tony Visconti. Het wordt in eerste instantie minder goed ontvangen, maar kent nog wel twee kleine hitsuccessen: "Get in the Swing" en "Looks Looks Looks", het laatste dat qua sound en arrangementen sterk doet denken aan de jaren 20. In retrospectie wordt het album beter gewaardeerd en tot hun klassiekers gerekend.
In die periode komen de Maels ook in contact met de Franse regisseur Jacques Tati, bekend van zijn films met Mr. Hulot in de hoofdrol. Zij zouden een rol spelen in de film "Confusion", maar doordat Tati constant het script bleef herschrijven en zijn gezondheid achteruitging werd dit nooit gerealiseerd. Wel schrijven de Maels het titelnummer en nemen dit op. Deze versie wordt echter nooit uitgebracht, maar voor hun volgende album wordt het opnieuw opgenomen. In 1982 overlijdt Tati.
Na een Amerikaanse tournee in 1975 ontbinden de Maels hun band en blijven ze in Los Angeles achter terwijl de rest van de band naar het VK terugkeert.
Trevor White brengt in 1976 een solosingle uit; "Crazy Kids", (een oud nummer van The Jook) en vervangt in 1977 Martin Gordon in Radio Stars, als de laatste een nieuwe band Blue Meanies opricht. Beiden zijn hier niet succesvol mee.
Ian Hampton en Norman Diamond stoppen met hun muzikale carrière. Hampton begint een hotel in Wales en Diamond overlijdt in 2004.
Met in gedachten de hype van dat moment; de punk in het VK en een vergelijkende scene in New York wordt in deze stad een album opgenomen dat gekenmerkt wordt door het basale geluid van harde gitaren en eenvoudige directe melodieën; "Big Beat". Als producer wordt Rupert Holmes aangetrokken. De begeleidingsband bestaat dit keer volledig uit Amerikanen; gitarist Jeff Salen van Tuff Darts, bassist Sal Maida van Milk'n'Cookies en sessiedrummer Hilly "Boy" Michaels, die later nog een soloalbum zou opnemen; "Calling All Girls".
Van dit album worden de singles "Big Boy" en "I Like Girls" getrokken, die volledig floppen. "I Like Girls" is een oud nummer, uit hun Amerikaanse periode dat live erg populair was, maar nooit was uitgebracht. Een versie die met de oorspronkelijke Amerikaanse band in 1973 was opgenomen verschijnt uiteindelijk op de verzamel-cd "Profile", in 1990, maar wijkt nauwelijks af van de "Big Beat"-versie.
Een tournee door Amerika en Canada volgt, maar met een nagenoeg geheel andere band; David Swanson speelt bas en er komen twee andere gitaristen, te weten Luke Zamperini en Jimmy McAllister. Michaels blijft in dienst als drummer.
Er volgt een gastoptreden in de film Rollercoaster waarin ze live "Big Boy" en "Fill 'Er Up" ten gehore brengen in een pretpark. Hierin slaat de altijd rustige Ron Mael zijn pianokruk aan stukken, geheel in stijl met de tijdgeest.
De Europese pers is tamelijk verdeeld over "Big Beat". Muziekkrant Oor noemt het album "De val van twee koorddansers", maar in het VK is men over het algemeen enthousiaster. Niettemin flopt het album volledig en voor het eerst is ook geen van de singles ergens in de hitlijsten terug te vinden. In Zweden krijgt het album echter merkwaardig genoeg de gouden status.
Nooit te beroerd om het roer radicaal om te gooien, laten de Maels zich voor hun volgende album inspireren door de West Coast sound, een muziekstijl die nadrukkelijk aanwezig was tijdens hun jeugd aan de stranden van Los Angeles. Island Records wordt ingeruild voor CBS en er wordt een aantal studiomuzikanten ingehuurd, onder wie David Foster, Lee Ritenour en Thom Rotella. Ook wordt er dit keer voor het eerst gebruikgemaakt van professionele achtergrondzangers om de harmonieën in de traditie van The Beach Boys te kunnen benaderen. Met een nadrukkelijke Amerikaanse sound en de ironische titel "Introducing Sparks", lijken de Maels zich voornamelijk op de lokale markt te richten. Toch brengen ze eind 1977 wat korte promotiebezoeken aan Europa waar ze de single "A Big Surprise" uitbrengen. Er worden geen optredens gegeven en het zal tot begin jaren 80 duren voordat Sparks weer zal gaan toeren. In Amerika verschijnt het nummer "Over The Summer" op single. Beide singles floppen.
Ondertussen brengt Island Records in Europa een verzamelalbum uit; "The Best of Sparks", waarop twee outtakes van "Indiscreet" zijn terug te vinden; "Gone With The Wind" en "Tearing The Place Apart".
Het lijkt stil te worden rond de Maels. Achter de schermen wordt gewerkt aan een nieuw platencontract en in 1978 nemen ze een demo met zes nieuwe nummers op voor Arista, die daar echter niet van onder de indruk zijn en de opname verdwijnt ongebruikt in de la.

### Opnieuw naar de voorgrond
Eind jaren zeventig verkeert rock in een impasse. Symfonische rock en hardrock voldoen niet meer, dus velen keren zich tot rhythm-and-blues, terwijl de jongeren de punk en new wave omarmen. Sparks voelt zich meer aangetrokken tot de Duitse avant-gardistische elektronische muziek van Tangerine Dream, Klaus Schulze, Can en Kraftwerk.
Zoals al eerder zijn de Maels op zoek naar een nieuwe richting, de Arista-demo is niet interessant genoeg en een radicale ommezwaai is nodig. "I Feel Love" van Donna Summer is in 1977 uitgekomen en de Maels raken geïnteresseerd in de man achter het geluid; Giorgio Moroder.
Een vriend vertellen ze dat ze het werk van Giorgio Moroder bewonderen, deze vriend vertelt het door aan Moroder en de samenwerking is een feit. Er worden opnamen gemaakt in Moroders Musicland Studios in München en die betekenen een radicale ommezwaai voor het geluid van de Maels.
Ten eerste bestaat het album uitsluitend uit synthesizers, die zowel door Ron als door Moroder worden gespeeld. Er wordt wel gebruikgemaakt van een live drummer, die door Moroder wordt aangeleverd; Keith Forsey. Forsey is niet zomaar een drummer. Hij speelde al drums op vrijwel alle Donna Summer-albums en is de vaste producer van Billy Idol.
Een ander opvallend verschil met het eerdere werk van Sparks is dat men dit keer toestaat dat een ander zich bemoeit met het componeren van de nummers. Slechts twee van de zes nummers zijn door de Maels alleen geschreven, de overige vier zijn onder invloed van Moroder gecomponeerd.
Na de opname van het album laten zowel de Maels als Moroder zich uitgebreid horen over de nieuwe muziekstijl en de platenmaatschappijen rollen over elkaar heen om de plaat uit te brengen. Het wordt uiteindelijk Virgin Records van Richard Branson.
Het album "No. 1 In Heaven", wordt met gemengde gevoelens door de pers en fans ontvangen. Vele verwijten de band dat ze zich hebben verlaagd tot "disco", terwijl anderen het album als een vernieuwing binnen de muziekscene zien en het als leidraad zullen nemen voor een geheel nieuwe golf; de synthipop. Bands als Depeche Mode, Soft Cell, Erasure, Yazoo en Pet Shop Boys laten zich sterk beïnvloeden door het nieuwe geluid van Sparks.
De eerste single; "The Number One Song In Heaven" wordt een bescheiden hit in het VK, maar de opvolger "Beat The Clock" wordt de snelstverkopende single uit de geschiedenis van Virgin Records. Een derde single, "Tryouts For The Human Race", doet het aanzienlijk minder, maar de nieuwe toon is gezet en Sparks staat weer op de kaart in Europa.
Geheel in stijl met de tijdgeest worden het album en de singles in verschillende kleuren vinyl uitgebracht.
Binnen een jaar volgt "Terminal Jive", waarin de stijl wordt doorgezet, maar waar weer wel gitaren te horen zijn. Op dit album is de invloed van Ron Mael geminimaliseerd, hoewel hij meer composities voor zijn rekening neemt. Het album wordt geproduceerd door Moroder en Harold Faltermeyer, die later nog een grote hit zal scoren met "Axel F", de soundtrack van de Beverly Hills Cop-film.
Hoewel de Maels achteraf maar weinig te spreken zijn over dit album, bevat het wel Sparks' grootste hit in de vorm van "When I'm With You", een nummer dat op de eerste plaats in Frankrijk belandt. Hierdoor verblijven de Maels bijna een jaar in Parijs. Jaren later noemen Les Rita Mitsouko de lp hun grote inspiratiebron en zullen de twee bands later wat nummers samen opnemen die verschijnen op de cd “Marc Et Robert” van Les Rita Mitsouko.

### Amerikaans succes
In de Verenigde Staten slaan de twee albums onder Moroders invloed nauwelijks aan. De recensies zijn goed, maar het grote publiek weten ze er niet mee te bereiken, ondanks redelijke promotie van hun Amerikaanse platenmaatschappij Elektra.
De Maels verhuizen weer naar Los Angeles en als ze de lokale band "Bates Motel" zien optreden, nemen ze deze band als hun begeleidingsband en beginnen nieuwe nummers te schrijven. Het nieuwe album wordt echter weer opgenomen in de Musicland Studios in München en dit keer is het ene Mack, iemand uit Moroders stal en bekend als opnametechnicus van Queen, die de productie verzorgt.
Met "Whomp That Sucker", dat in 1981 verschijnt, doen de Maels weer een stap terug naar het oorspronkelijke geluid van de vroege Island-albums "Kimono My House" en "Propaganda" en zijn ook de teksten weer een stuk interessanter dan het flauwe "Terminal Jive". De begeleidingsband van Sparks bestaat nu uit Bob Haag, gitaar, David Kendrik op drums en Leslie Bohem op bas. Bohem zal veel later nog het scenario schrijven van de film "Dante's Peak" en is momenteel een succesvol scenarist in Los Angeles.
In november 1981 geven Sparks voor het eerst sinds 1976 plotseling weer wat concerten. België wordt aangedaan, maar van de zes geplande concerten worden er drie afgelast vanwege te weinig belangstelling. Ter ondersteuning wordt live gebruikgemaakt van de keyboardspeler Jim Goodwin.
Na de mislukte tournee door België vertrekt Sparks weer naar Los Angeles en een opvolger van "Whomp That Sucker" wordt opgenomen, "Angst In My Pants". Dit album levert een eerste hitje voor de band op in Amerika; het komische "I Predict" met de sarcastische regel "The Queen is a man/But that Philip don't care". Nog meer succes behalen ze met hun volgende album; "Sparks In Outer Space", waar twee nummers met Jane Wiedlin van de Go-Go’s op staan. Een van deze twee nummers, het vrolijke "Cool Places" wordt een hit. In de oude traditie van Island zetten ze op de achterkant het nummer "Sports", dat niet op een elpee zal verschijnen. Er wordt uitgebreid getoerd door Amerika en de concerten worden goed bezocht.
In Frankrijk worden ondertussen ook de nodige singles uitgebracht, in de hoop het succes van "When I'm With You" te prolongeren, maar ondanks wat kleine succesjes komt dat er niet meer van. Een van de singles is het tamelijk obscure "Modesty Plays", dat pas vier jaar later op elpee zou verschijnen.
Een derde album, wederom met dezelfde begeleidingsband, wordt al minder goed ontvangen in de VS. "Pulling Rabbits Out Of A Hat", doet het weliswaar beter dan hun albums uit de jaren 1970, maar verkoopt een stuk minder dan hun vorige twee elpees. Het is inmiddels 1984 en de begeleidingsband wordt bedankt voor bewezen diensten. Ze zullen zelf een band oprichten; Gleaming Spires, waarmee wat lokaal succes in Californië wordt geboekt, maar die uiteindelijk ook in de vergetelheid raakt.
Ondertussen zijn er wat verzoeken binnengekomen om wat nummers bij te dragen voor verschillende soundtracks en begin jaren tachtig leveren de Maels inderdaad wat nummers voor films als "Flashdance", "Fright Night" en "Get Crazy". Er zou nog even sprake zijn geweest dat de fotogenieke Russell Mael de hoofdrol in de laatste film zou spelen, maar uiteindelijk wordt de voorkeur gegeven aan de gelauwerde Malcolm McDowell.
In 1985, als blijkt dat in de Verenigde Staten hun populariteit weer over het hoogtepunt is, richten de Maels zich weer op Europa. Ze nemen een nieuw nummer op genaamd "Change", dat qua compositie sterk lijkt op het nummer "Is That All There Is?" van Peggy Lee, wat als een grote favoriet van Ron Mael geldt. In het VK wordt het nummer in de televisieshow van Terry Wogan gepresenteerd met een spectaculair intermezzo van de gebroeders op pauken. Op de achterkant van de single, die in verscheidene landen inclusief Nederland op het kleine label London Records wordt uitgebracht, staat een akoestische gitaarversie van hun eerste hit, "This Town Ain't Big Enough For Both Of Us". De single doet weinig ondanks hun promotiepogingen en de Maels keren weer terug naar de VS.
In 1986 wordt er een nieuw album uitgebracht; "Music That You Can Dance To", een veredelde verzamelelpee van twee soundtracks (het titelnummer en "Armies Of The Night" uit Fright Night), aangevuld met Modesty Plays, dat weer in sommige landen wordt vervangen door "Change". De overige nummers zijn tamelijk experimenteel en hebben feitelijk allemaal het karakter van filmmuziek. Het album herbergt ook een tamelijk irritante versie van de Stevie Wonder-hit "Fingertips". In het VK wordt het nummer "Rosebud" op single uitgebracht, maar verdwijnt ongemerkt in de uitverkoopbakken. Voor dit album zijn de oudgedienden Les Bohem, Bob Haag en David Kendrick weer van stal gehaald, aangevuld met wat gastoptredens van muzikanten. Het album is in de Brusselse Synsound Studios opgenomen van Marc Moulin, een van de mannen achter Telex, voor wie de Maels wat teksten hebben geschreven voor hun cd "Sex". (Zie hiervoor Samenwerkingen).
Er volgen wat optredens in Amerika, maar al vrij snel wordt het weer erg stil rond de Maels, die nog steeds zitten te broeden op hun magnum opus. "Interior Design", het album dat vrij onverwachts in 1988 verschijnt, is dat duidelijk niet. Wel is dit het eerste album dat is opgenomen in Russells eigen "The Pentagon Studios", in zijn huis in Los Angeles.
Als extra muzikanten zijn John Thomas op keyboards, Spencer Sircombe op gitaar en achtergrondzangeres Pamela Stonebrook aangetrokken, de band die hen ook begeleidde tijdens de schaarse optredens in 1986. "Interior Design" is een aardige cd, maar zeker niet meer dan dat. Het ontbreekt aan opvallende uitschieters en is tekstueel ook niet bijzonder, iets waar men bij iedere nieuwe plaat van de Maels toch naar uitkijkt. Bij wijze van gimmick wordt het nummer "Madonna" (over een gefantaseerde rendez-vous met de megaster) door Russell in het Duits, Frans en Spaans gezongen.
Begin jaren negentig steken de gebroeders veel tijd en energie in een musical die er nooit zal komen. De film zou gebaseerd zijn op een Japans stripfiguur "Mai, the psychic girl". Wel brengen ze uiteindelijk zelf, jaren later een cd-r uit waarop onuitgebrachte nummers van "Mai" staan, evenals onuitgebrachte nummers van de soundtrack voor "Knock-Off", een film met Jean-Claude Van Damme.

### Terugkeer
Het album "Gratuitous Sax & Senseless Violins" uit 1994 betekent een terugkeer naar de popmuziek, deze keer in het genre der Europese elektropop. In Duitsland wordt een grote hit gescoord met "When Do I Get To Sing My Way" en "When I Kiss You (I Hear Charlie Parker Playing)"; ook in het Verenigd Koninkrijk en Nederland zijn Sparks weer even aanwezig in (de onderste regionen van) de hitlijsten.
"Plagiarism", het volgende album uit 1997, bevat covers van de eigen hits, waaraan Faith No More, Erasure en Jimmy Sommerville medewerking verlenen. In 1998 namen de broers de soundtrack voor de film "Knock off" (met Jean Claude Van Damme) op. In 2000 verschijnt nog het album "Balls", dat gezien kan worden als een herhalingsoefening van het succesvolle "Gratuitous Sax & Senseless Violins". Het succes herhaalt zich echter niet.

### Radicaal anders
Het album "Lil' Beethoven" uit 2002 is een radicale ommekeer. De nummers zijn quasi-klassiek gearrangeerd en de teksten kenmerken zich door eenvoud en herhaling. Het album wordt in de pers omschreven als geniaal. Het opvolgende (20e!) album "Hello Young Lovers" (2006) bouwt dit concept verder uit. Opnieuw is de pers enthousiast; commercieel succes blijft echter uit. In Londen pakken de broers in de zomer van 2008 flink uit door twintig avonden lang op te treden met de muziek van al hun albums.

## Discografie

### Albums
| Album met eventuele hitnotering(en) in de Nederlandse Album Top 100 | Datum van verschijnen | Datum van binnenkomst | Hoogste positie | Aantal weken | Opmerkingen |
| ------------------------------------------------------------------- | --------------------- | --------------------- | --------------- | ------------ | ----------- |
| Halfnelson                                                          | 1971                  |                       |                 |              | Halfnelson  |
| A woofer in tweeters clothing                                       | 1972                  |                       |                 |              | Sparks      |
| Kimono My House                                                     | 1974                  | 6-7-1974              | 9               | 18           | idem        |
| Propaganda                                                          | 1974                  | 23-11-1974            | 32              | 6            | idem        |
| Indiscreet (Sparks)                                                 | 1975                  |                       |                 |              | idem        |
| Big Beat                                                            | 1976                  |                       |                 |              | idem        |
| Introducing Sparks                                                  | 1977                  |                       |                 |              | idem        |
| No. 1 In Heaven                                                     | 1979                  |                       |                 |              | idem        |
| Terminal jive                                                       | 1980                  |                       |                 |              | idem        |
| Whomp that sucker                                                   | 1981                  |                       |                 |              | idem        |
| Angst in my pants                                                   | 1982                  |                       |                 |              | idem        |
| In outer space                                                      | 1983                  |                       |                 |              | idem        |
| Pulling rabbits out of a hat                                        | 1984                  |                       |                 |              | idem        |
| Music that you can dance to                                         | 1986                  |                       |                 |              | idem        |
| Interior design                                                     | 1988                  |                       |                 |              | idem        |
| Gratuitous sax and senseless violins                                | 1994                  |                       |                 |              | idem        |
| Plagiarism                                                          | 1998                  |                       |                 |              | idem        |
| Balls                                                               | 2000                  |                       |                 |              | idem        |
| Lil' Beethoven                                                      | 2002                  |                       |                 |              | idem        |
| Hello young lovers                                                  | 2006                  |                       |                 |              | idem        |
| Exotic Creatures of the Deep                                        | 19 mei 2008           |                       |                 |              | idem        |
| The Seduction of Ingmar Bergman                                     | augustus 2009         |                       |                 |              | idem        |
| Hippopotamus                                                        | september 2017        | 23-9-2017             | 38              | 1            | idem        |
| A steady drip, drip, drip                                           | mei 2020              | 15-5-2020             | 75              | 1            | idem        |
| Annette - Cannes edition                                            | juli 2021             | 6-7-2021              |                 |              | idem        |
| The girl is crying in her latte                                     | mei 2023              | 26-5-2023             |                 |              | idem        |

### Singles
| Single met eventuele hitnotering(en) in de Nederlandse Top 40 | Datum van verschijnen | Datum van binnenkomst | Hoogste positie | Aantal weken | Opmerkingen                               |
| ------------------------------------------------------------- | --------------------- | --------------------- | --------------- | ------------ | ----------------------------------------- |
| Wonder Girl                                                   |                       |                       |                 |              |                                           |
| This Town Ain't Big Enough for Both of Us                     |                       | 1-6-1974              | 5               | 10           | #4 in de Nationale Hitparade              |
| Amateur hour                                                  |                       | 17-8-1974             | 9               | 10           | #6 in de Nationale Hitparade              |
| Never turn your back to mother earth                          |                       | 26-10-1974            | tip             |              |                                           |
| Something for the girl with everything                        |                       | 15-3-1975             | 30              | 4            |                                           |
| Get in the swing                                              |                       | juli 1975             |                 |              | #10 in de Nationale Tip 30                |
| Looks looks looks                                             |                       | 8-11-1975             | tip             |              |                                           |
| Beat the clock                                                |                       | 1-9-1979              | 15              | 7            | #16 in de Nationale Hitparade Alarmschijf |
| When do I get to sing 'My way'                                |                       | 1994                  | tip8            | 8            | #35 in de Nationale Hitparade             |
| When I kiss you (I hear Charlie Parker playing)               |                       | 1995                  | .               | .            |                                           |

### NPO Radio 2 Top 2000
| Nummer met noteringen in de NPO Radio 2 Top 2000 | '99  | '00 | '01  | '02 | '03 | '04  | '05  | '06  | '07  | '08  | '09  | '10  | '11  | '12  | '13  | '14  |
| ------------------------------------------------ | ---- | --- | ---- | --- | --- | ---- | ---- | ---- | ---- | ---- | ---- | ---- | ---- | ---- | ---- | ---- |
| This Town Ain't Big Enough for Both of Us        | 1024 | 683 | 1205 | 727 | 797 | 1029 | 1077 | 1014 | 1247 | 1024 | 1298 | 1430 | 1619 | 1621 | 1717 | 1764 |

1. ↑  Een vetgedrukt getal geeft de hoogste notering aan.
2. ↑  Deze tabel is bijgewerkt tot en met de meest recente editie (2024).

### Soundtracks
- 1977: Rollercoaster
- 1983: Valley girl
- idem: Get crazy
- 1985: Fright night
- 1986: Rad
- 1989: Black rain
- 1992: Unlawful entry
- 1998: Knock off
- 2021: Annette